# لويس دي بروي
لويس دي بروي أو دي برولي  (بالفرنسية: Louis Victor de Broglie)‏، فيزيائي فرنسي، تلميذ وصديق آينشتاين، حصل على جائزة نوبل في الفيزياء عام 1929، تولى منصب سكرتير الأكاديمية الفرنسية للعلوم.
ولد عام 1892 وتوفي عام 1987. ساهم في نظرية الكم، وهو صاحب الافتراض مثنوية موجة-جسيم للإلكترون، وقد وصل عام 1924 لهذا الافتراض على أساس أعمال أينشتاين المتعلقة بإثارة الإلكترونات بواسطة الضوء (بالإنجليزية: Photoelectric effect)‏ وأعمال ماكس بلانك الألماني الذي وضع أساس نظرية الكم عن تجاربه لدراسة إشعاع الجسم الأسود . في عام 1922 حصل دي برولي على الدكتوراه في الفيزياء الذرية.
حاز لويس دي بروي على جائزة نوبل في الفيزياء عام 1929. ومن ضمن تطبيقات افتراض دي برولي هو اختراع المجهر الإلكتروني، حيث تتصرف الإلكترونات فيه كما لو كانت أشعة ضوء، تنكسر أشعته داخل الميكروسكوب بوساطة مجالات كهربائية ومغناطيسية، تماما كما تنكسر أشعة الضوء في المجهر العادي ، والميكروسكوب الإلكتروني يفوق المجهر العادي في التكبير، نظراً لأن الإلكترون بخاصته الموجية يتميز بطول موجة قصيرة، أقصر من طول موجة الضوء.
- وقد تبين أن افتراض دي برولي بازدواجية طبيعة الإلكترون الموجية الجسيمية (ازدواجية موجة-جسيم) ينطبق أيضا على جميع الجسيمات التي هي في حجم الذرة وما دونها، مثل بروتون والنيوترون وغيرها.
- صاغ دي بروي العلاقة بين كتلة الجسيم الأولي وطول الموجة المقترنة به بالعلاقة:

{\displaystyle \lambda }=h/m.v
حيث:
{\displaystyle \lambda } طول الموجة متر
h ثابت بلانك (جول.ثانية)
وm: كتلة الجسيم جرام
وv سرعة الجسيم متر في الثانية

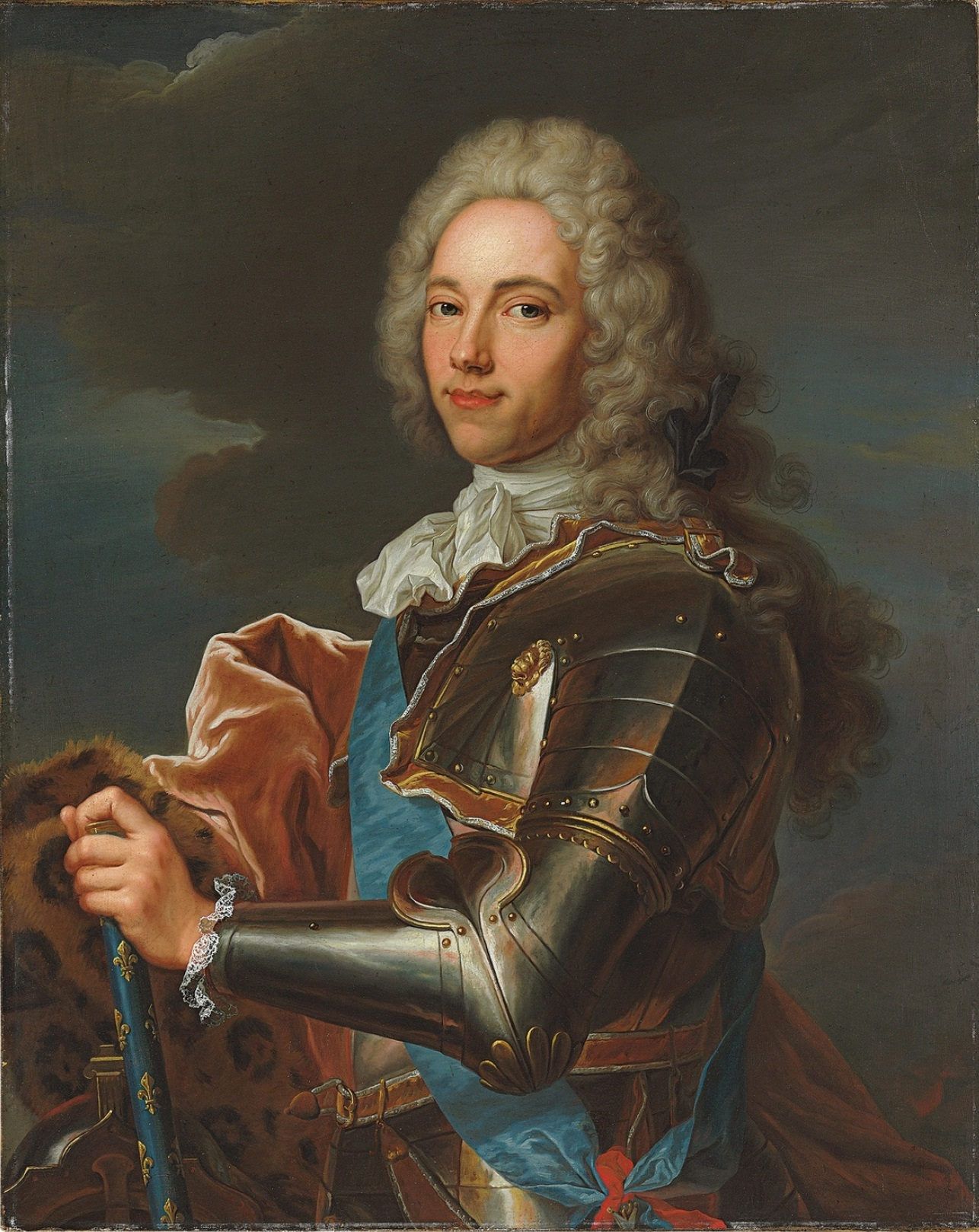
فرانسوا ماري ، 1st duc de Broglie (1671-1745) جد لويس دي بروي ومارشال فرنسا في عهد لويس الرابع عشر من فرنسا

أي أن طول الموجة المقترنة بالجسيم تقصر بزيادة سرعته، كما تقصر بزيادة كتلته.

## روابط خارجية
- لويس دي بروي على موقع الموسوعة البريطانية (الإنجليزية)
- لويس دي بروي على موقع مونزينجر (الألمانية)
- لويس دي بروي على موقع ميوزك برينز (الإنجليزية)
- لويس دي بروي على موقع إن إن دي بي (الإنجليزية)
- لويس دي بروي على موقع ديسكوغز (الإنجليزية)